# Belgische kampioenschappen atletiek 1948
De Belgische kampioenschappen atletiek 1948 alle categorieën vonden voor de mannen plaats op 4 juli in het Heizelstadion te Brussel. De 3000 m steeple werd op 27 juni gelopen en de 10.000 m op 10 juli. Het hamerslingeren stond voor het eerst op het programma en vond plaats op 11 juli in Antwerpen. De kampioenschappen voor de vrouwen vonden plaats op 4 juli in Etterbeek.

## Uitslagen

### 100 m
| rang   | atleet               | prestatie |
| ------ | -------------------- | --------- |
| Goud   | Fernand Bourgaux     | 11,0 s    |
| Zilver | Isidoor Van de Wiele | 11,1 s    |
| Brons  | Hector Gosset        | 11,3 s    |

| rang   | atlete               | prestatie |
| ------ | -------------------- | --------- |
| Goud   | Marie-Thérèse Renard | 13,3 s    |
| Zilver | Jenny Van Gerdinge   |           |
| Brons  | Aimée Knaepen        |           |

### 200 m
| rang   | atleet           | prestatie |
| ------ | ---------------- | --------- |
| Goud   | Fernand Linssen  | 22,4 s    |
| Zilver | Alphonse Mennes  | 22,6 s    |
| Brons  | Fernand Bourgaux | 22,7 s    |

| rang   | atlete               | prestatie |
| ------ | -------------------- | --------- |
| Goud   | Marie-Thérèse Renard | 27,4 s    |
| Zilver | Aimée Knaepen        |           |
| Brons  | Liliane Meerts       |           |

### 400 m
| rang   | atleet         | prestatie |
| ------ | -------------- | --------- |
| Goud   | Herman Kunnen  | 49,8 s    |
| Zilver | Oscar Soetewey | 49,9 s    |
| Brons  | Jean Deroy     | 50,3 s    |

### 800 m
| rang   | atleet         | prestatie |
| ------ | -------------- | --------- |
| Goud   | Raymond Rosier | 1.54,3    |
| Zilver | Joseph Brys    | 1.56,9    |
| Brons  | Michel Ostyn   | 1.57,4    |

| rang   | atlete             | prestatie |
| ------ | ------------------ | --------- |
| Goud   | Georgette Grumiaux | 2.40,4    |
| Zilver | Henriette Gemenick | 2.46,8    |
| Brons  |                    |           |

### 1500 m
| rang   | atleet        | prestatie |
| ------ | ------------- | --------- |
| Goud   | Josse Janssen | 4.06,0    |
| Zilver | John Doms     | 4.07,6    |
| Brons  | Frans Herman  | 4.08,5    |

### 5000 m
| rang   | atleet              | prestatie |
| ------ | ------------------- | --------- |
| Goud   | Gaston Reiff        | 14.56,6   |
| Zilver | Robert Everaert     | 15.05,2   |
| Brons  | Marcel Vandewattyne | 15.07,8   |

### 10.000 m[1]
| rang   | atleet            | prestatie |
| ------ | ----------------- | --------- |
| Goud   | Robert Everaert   | 31.57,6   |
| Zilver | Jean Leblond      | 32.12,0   |
| Brons  | Louis Van Meensel | 33/23,8   |

### 110 m horden/80 m horden
| rang   | atleet           | prestatie |
| ------ | ---------------- | --------- |
| Goud   | Pol Braekman     | 15,0 s    |
| Zilver | Piet Van de Sype | 15,5 s    |
| Brons  | Roger Laermans   | 15,9 s    |

### 200 m horden
| rang   | atleet            | prestatie |
| ------ | ----------------- | --------- |
| Goud   | Marcel Dits       | 26,3 s    |
| Zilver | Antoine Lafortune | 26,6 s    |
| Brons  | Leon Callewaert   | 27,4 s    |

### 400 m horden
| rang   | atleet             | prestatie |
| ------ | ------------------ | --------- |
| Goud   | Roger Detry        | 56,6 s    |
| Zilver | Marcel Dits        | 56,9 s    |
| Brons  | Julien Van Beneden | 57,5 s    |

### 3000 m steeple[2]
| rang   | atleet            | prestatie |
| ------ | ----------------- | --------- |
| Goud   | Lucien Theys      | 9.52,0    |
| Zilver | Robert Schoonjans | 10.09,0   |
| Brons  | Émile Renson      | 10.26,0   |

### Verspringen
| rang   | atleet           | prestatie |
| ------ | ---------------- | --------- |
| Goud   | René Libert      | 6,76 m    |
| Zilver | Julien Hutsebaut | 6,44 m    |
| Brons  | Fernand Dedecker | 6,36 m    |

| rang   | atlete         | prestatie |
| ------ | -------------- | --------- |
| Goud   | Aimée Knaepen  | 4,66 m    |
| Zilver | Jozefa Dierick | 4,29 m    |
| Brons  |                |           |

### Hink-stap-springen
| rang   | atleet        | prestatie |
| ------ | ------------- | --------- |
| Goud   | Marcel Denis  | 13,36 m   |
| Zilver | Paul Bodart   | 13,19 m   |
| Brons  | René Devilder | 12,35 m   |

### Hoogspringen
| rang   | atleet                 | prestatie |
| ------ | ---------------------- | --------- |
| Goud   | John Van Mullem        | 1,80 m    |
| Zilver | Aimé Bequet            | 1,75 m    |
| Brons  | Robert Van Vlierberghe | 1,70 m    |

| rang   | atlete             | prestatie |
| ------ | ------------------ | --------- |
| Goud   | Jozefa Dierick     | 1,40 m    |
| Zilver | Jenny Van Gerdinge | 1,40 m    |
| Brons  | Denise Weytens     | 1,25 m    |

### Polsstokhoogspringen
| rang   | atleet             | prestatie |
| ------ | ------------------ | --------- |
| Goud   | Frans Van Peteghem | 3,70 m    |
| Zilver | Fernand Degens     | 3,60 m    |
| Brons  | John Van Mullem    | 3,40 m    |

### Kogelstoten
| rang   | atleet            | prestatie |
| ------ | ----------------- | --------- |
| Goud   | Roger Verhas      | 13,50 m   |
| Zilver | Raymond Kintziger | 13,48 m   |
| Brons  | René Vandevoorde  | 12,67 m   |

| rang   | atlete          | prestatie |
| ------ | --------------- | --------- |
| Goud   | Nicole Saeys    | 9,35 m    |
| Zilver | Josée Thys      | 8,99 m    |
| Brons  | Anna Van Rossum | 8,72 m    |

### Discuswerpen
| rang   | atleet            | prestatie |
| ------ | ----------------- | --------- |
| Goud   | Roger Verhas      | 42,77 m   |
| Zilver | Raymond Kintziger | 41,62 m   |
| Brons  | Albert Dayer      | 41,23 m   |

| rang   | atlete             | prestatie |
| ------ | ------------------ | --------- |
| Goud   | Jenny Van Gerdinge | 33,08 m   |
| Zilver | Anna Van Rossum    | 27,42 m   |
| Brons  | Josée Thys         | 26,27 m   |

### Speerwerpen
| rang   | atleet            | prestatie |
| ------ | ----------------- | --------- |
| Goud   | Arthur Fontaine   | 53,27 m   |
| Zilver | Raymond Prudhomme | 51,89 m   |
| Brons  | Henri Haest       | 50,35 m   |

| rang   | atlete          | prestatie |
| ------ | --------------- | --------- |
| Goud   | Nicole Saeys    | 34,62 m   |
| Zilver | Josée Thys      | 29,24 m   |
| Brons  | Anna Van Rossum | 22,33 m   |

### Hamerslingeren
| rang   | atleet          | prestatie |
| ------ | --------------- | --------- |
| Goud   | Henri haest     | 40,17 m   |
| Zilver | Louis Meesters  | 35,79 m   |
| Brons  | Albert Roelants | 18,25 m   |

1889 · 
1890 · 
1891 · 
1892 · 
1893 · 
1894 · 
1895 · 
1896 · 
1897 · 
1898 · 
1899 · 
1900 · 
1901 · 
1902 · 
1903 · 
1904 · 
1905 · 
1906 ·
1907 ·
1908 · 
1909 · 
1910 · 
1911 · 
1912 · 
1913 · 
1914 · 
1919 · 
1920 · 
1921 · 
1922 · 
1923 · 
1924 · 
1925 · 
1926 · 
1927 · 
1928 · 
1929 · 
1930 · 
1931 · 
1932 · 
1933 · 
1934 · 
1935 · 
1936 · 
1937 · 
1938 · 
1939 · 
1940 · 
1941 · 
1942 · 
1943 · 
1944 · 
1945 · 
1946 · 
1947 · 
1948 · 
1949 · 
1950 · 
1951 · 
1952 · 
1953 · 
1954 · 
1955 · 
1956 · 
1957 · 
1958 · 
1959 · 
1960 · 
1961 · 
1962 · 
1963 · 
1964 · 
1965 · 
1966 · 
1967 · 
1968 · 
1969 · 
1970 · 
1971 · 
1972 · 
1973 · 
1974 · 
1975 · 
1976 · 
1977 · 
1978 · 
1979 · 
1980 · 
1981 · 
1982 · 
1983 · 
1984 · 
1985 · 
1986 · 
1987 · 
1988 · 
1989 · 
1990 · 
1991 · 
1992 · 
1993 · 
1994 ·
1995 · 
1996 · 
1997 · 
1998 · 
1999 · 
2000 · 
2001 · 
2002 · 
2003 · 
2004 · 
2005 · 
2006 · 
2007 · 
2008 · 
2009 · 
2010 · 
2011 · 
2012 · 
2013 · 
2014 · 
2015 · 
2016 · 
2017 · 
2018 · 
2019 · 
2020 · 
2021 · 
2022 · 
2023 · 
2024